# Roman Kukumberg senior
Roman Kukumberg (* 8. April 1980 in Bratislava, Tschechoslowakei) ist ein slowakischer Eishockeyspieler, der seit Juli 2014 beim Mountfield HK in der tschechischen Extraliga unter Vertrag steht.

## Karriere
Roman Kukumberg begann seine Karriere als Eishockeyspieler beim SHK Danubia Bratislava für dessen Juniorenmannschaft er von 1996 bis 1999 aktiv war. Zudem nahm er in den Saisons 1997/98 und 1998/99 zusätzlich am Spielbetrieb der Profimannschaft Danubias in der 1. Liga teil. Nachdem er in der Saison 1999/2000 beim MHC Nitra ebenfalls sowohl in der Junioren- als auch der Profimannschaft auf dem Eis stand, wechselte er zum HC Dukla Trenčín, für den er die folgenden vier Spielzeiten in der slowakischen Extraliga spielte, und mit dem er in der Saison 2003/04 erstmals Slowakischer Meister wurde. Anschließend wurde er im NHL Entry Draft 2004 in der vierten Runde als insgesamt 113. Spieler von den Toronto Maple Leafs ausgewählt. Zunächst spielte er jedoch eine Spielzeit lang in der russischen Superliga für Neftechimik Nischnekamsk, ehe er in der Saison 2005/06 in 54 Spielen insgesamt acht Scorerpunkte für das Farmteam der Maple Leafs, die Toronto Marlies aus der American Hockey League, erzielte.   
Nach einem Jahr in Nordamerika kehrte Kukumberg in seine slowakische Heimat zurück, wo er einen Vertrag beim HC Slovan Bratislava erhielt, mit dem er in der Saison 2007/08 zum zweiten Mal in seiner Laufbahn Slowakischer Meister wurde. Trotz des Erfolges verließ der Center Bratislava, um zu seinem Ex-Klub Neftechimik Nischnekamsk aus der russischen Superliga zu spielen. 
Nach nur einem Jahr kehrte er zu Slovan Bratislava zurück, mit denen er in der Saison 2008/09 an der neugegründeten Champions Hockey League teilnahm, in der er in allen vier Gruppenspielen seiner Mannschaft eingesetzt wurde und zwei Tore erzielte. Mit Slovan erreichte er zudem das Playoff-Halbfinale der Extraliga. Im Mai 2009 wurde Kukumberg vom HK Lada Toljatti aus der Kontinentalen Hockey-Liga unter Vertrag genommen. Diese transferierten ihn Ende Januar 2010 zum Ligarivalen Ak Bars Kasan, mit dem er am Ende der Spielzeit den Gagarin-Pokal gewann.
Im Juni 2010 wurde er vom HK Traktor Tscheljabinsk verpflichtet, für den er 17 KHL-Partien absolvierte, bevor er Mitte Oktober des gleichen Jahres den Verein verließ und von Amur Chabarowsk verpflichtet wurde. Zur Saison 2011/12 kehrte er ein weiteres Mal zum HC Slovan Bratislava in die Extraliga zurück. Am Ende der Spielzeit gewann er mit dem Klub eine weitere slowakische Meisterschaft, ehe der HC Slovan zur folgenden Spielzeit in die Kontinentale Hockey-Liga (KHL) aufgenommen wurde. In den folgenden zwei Spieljahren absolvierte Kukumberg über 90 KHL-Partien für Slovan, ehe er im Juli 2014 vom Mountfield HK aus der tschechischen Extraliga unter Vertrag genommen wurde.

### International
Für die Slowakei nahm Kukumberg im Juniorenbereich ausschließlich an der U20-Junioren-Weltmeisterschaft 2000 teil. Im Seniorenbereich stand er im Aufgebot seines Landes bei den Weltmeisterschaften 2004, 2007 und 2010.

## Erfolge und Auszeichnungen
- 2004 Slowakischer Meister mit dem HC Dukla Trenčín
- 2004 All-Star-Team der Extraliga
- 2007 Slowakischer Meister mit dem HC Slovan Bratislava
- 2007 All-Star-Team der Extraliga
- 2010 Gagarin-Pokal-Gewinn mit Ak Bars Kasan
- 2012 Slowakischer Meister mit dem HC Slovan Bratislava

## Statistik
(Stand: Ende der Saison 2013/14)